# Everything Counts
Everything Counts är en låt av den brittiska gruppen Depeche Mode. Det är gruppens åttonde singel och den första från albumet Construction Time Again. Den släpptes som singel den 11 juli 1983 och nådde som bäst 6:e plats på den brittiska singellistan.
Låten handlar om företagens girighet och korruption och återspeglas i strofen "the grabbing hands, grab all they can". Musikvideon regisserades av Clive Richardson.

## Everything Counts (Live)
En liveversion av "Everything Counts" utgavs som singel den 13 februari 1989 och återfinns på livealbumet 101. B-sidan utgörs av liveversionen av låten "Nothing". Musikvideon regisserades av D.A. Pennebaker.

## Utgåvor och låtförteckning
Samtliga låtar är komponerade av Martin Gore, förutom "Work Hard" av Martin Gore och Alan Wilder och "New Life" och "Boys Say Go!" av Vince Clarke.

### 1983
7": Mute / 7Bong3 (UK) & Sire / 7-29482 (US)
1. "Everything Counts" (3:58)
2. "Work Hard" (4:21)

12": Mute / 12Bong3 (UK) & Sire / 0-20165 (US)
1. "Everything Counts [In Larger Amounts]" (7:18)
2. "Work Hard [East End Remix]" (6:57)

12": Mute / L12Bong3 (UK)
1. "Everything Counts" [7" Version] (3:58)
2. "New Life [Live]" (4:12)
3. "Boys Say Go! [Live]" (2:36)
4. "Nothing to Fear [Live]" (4:28)
5. "The Meaning of Love [Live]" (3:14)

CD (1991 Box Set): Mute / CDBong3 (UK)
1. "Everything Counts" (3:59)
2. "Work Hard" (4:22)
3. "Everything Counts [In Larger Amounts]" (7:21)
4. "Work Hard [East End Remix]" (6:58)

Livespåren är inspelade på Hammersmith Odeon den 25 oktober 1982.

### 1989
7": Mute / Bong16 (UK)
1. "Everything Counts" (Live Full Version) (6:45)
2. "Nothing" (Live) (4:35)

12"/CD: Mute / 12Bong16 / CDBong16 (UK)
1. "Everything Counts" (Live Single Version) (5:46)
2. "Nothing" (Live) (4:40)
3. "Sacred" (Live) (5:12)
4. "A Question of Lust" (Live) (4:12)

10": Mute / 10Bong16 (UK)
1. "Everything Counts (Absolut Mix)" (6:04)
2. "Everything Counts (In Larger Amounts)" (7:31)
3. "Nothing" (US 7" Mix) (3:57)
4. "Everything Counts (Reprise)" (0:55)

Limited 12"/CD: Mute / L12Bong16 / LCDBong16 (UK)
1. "Everything Counts (Remixed by Tim Simenon & Mark Saunders)" (5:32)
2. "Nothing (Remixed by Justin Strauss)" (7:01)
3. "Strangelove (Remixed by Tim Simenon & Mark Saunders)" (6:33)

CD (2004 Box Set): Mute / CDBong16X (UK)
1. "Everything Counts (Live Single Version)" (5:46)
2. "Nothing (Live)" (4:35)
3. "Sacred (Live)" (5:12)
4. "A Question of Lust (Live)" (4:12)
5. "Everything Counts (Tim Simenon/Mark Saunders Remix)" (5:32)
6. "Nothing (Justin Strauss Remix)" (7:01)
7. "Strangelove (Tim Simenon/Mark Saunders Remix)" (6:33)
8. "Everything Counts (Absolut Mix)" (6:04)
9. "Everything Counts (In Larger Amounts)" (7:31)
10. "Nothing" (US 7" Mix) (3:57)
11. "Everything Counts (Reprise)" (0:55)

7": Sire / 7-22993 (US)
1. "Everything Counts (Live Radio Edit)" (4:50)
2. "Nothing (Live)" (4:35)

12": Sire / 0-21183 (US)
1. "Everything Counts (Tim Simenon/Mark Saunders Remix)" (5:32)
2. "Everything Counts (Live Single Version)" (5:46)
3. "Nothing (Live)" (4:42)
4. "Everything Counts (Absolut Mix)" (6:00)
5. "Sacred (Live)" (5:13)
6. "A Question of Lust (Live)" (4:13)

Cassette: Sire / 4-22993 (US)
1. "Everything Counts (Live Radio Edit)" (4:50)
2. "Nothing (Live)" (4:35)

Livespåren är inspelade på Pasadena Rose Bowl den 18 juni 1988.